# Windows Phone Store
Windows Phone Store（前称Windows Phone Marketplace）是一款应用程序商店，由微软为Windows Phone开发，允许用户在设备上安装各种应用程序。商店最初于2010年10月与Windows Phone 7一起推出。根據2010年10月4日的報道，Windows Phone 7軟件開發工具包（SDK）已經被下載了超過100萬次。截至2013年12月17日，Windows Phone Store已擁有超過20萬項應用程序可供用戶使用。2012年11月13日，微軟正式釋出Windows Phone 8 SDK。2015年7月29日，微软宣布将淘汰Windows Phone Store，由Windows Store取代。

## 價格和特性
Windows Phone Store支持信用卡支付、運營商結帳、嵌入廣告内容等。此外，Windows Phone Store還提供了一種“購買前試用”的功能，允許用戶可以在購買前下載應用軟件的試用版。其他的特性與其前任版本Windows Marketplace for Mobile類似。Windows Phone Store擁有16個主分類、25個次級分類，總共61個小分類。應用程序根據其自身特點被歸類到其中一個小分類。
Windows Phone Store還通過Zune軟體为Zune用戶提供播客和音樂。有關3D遊戲的下載也與Xbox Live整合在一起。

## 遊戲和應用軟件
用戶可以通過Windows Phone Store下載應用遊戲和軟件。如果可以使用Xbox Live，則Windows Phone Store可以直接通過裝置遠程訪問。發布Windows Phone時，微軟還列出了大量可供下載的流行遊戲。另外，在Gamescom上，微軟發布了超過50款優秀的Windows Phone遊戲和應用程序，用户同樣可以利用Xbox Live下載。

## 内容限制
為了限制色情内容，Windows Phone Store會對應用軟件進行審核。
包含色情的内容會被屏蔽，滿足“性暗示”條件的圖片也會被删除。暴力和所有涉及裸體的内容會被審核。對於性交易、戀物等的暗示或者描述，或任何“被有理智的人看作成人内容（包括在觸犯或不觸犯的界限附近）”的内容，都會被Windows Phone Store禁止上架。同時微軟宣稱，將不允許所有“顯示乳頭、生殖器官、臀部或陰毛”的圖像。

## Windows Phone SDK
Windows Phone 7應用程序開發是基於Microsoft Silverlight、XNA Game Studio Express和.NET框架。用於開發的基本工具是微軟的Visual Studio 2010和Microsoft Expression Blend。Windows Phone 7只會運行被微軟許可，并通過Windows Phone Marketplace發布的應用軟件。
Windows Phone SDK 8.0，使用Microsoft Visual Studio 2012或免費的Visual Studio Express 2012進行開發。Windows Phone SDK 8.0可提供開發Windows Phone 8和Windows Phone 7.5應用和遊戲所需的工具。官方SDK除了可以開發Windows Phone相關軟件，還可作為手機模擬器運行。
关于与开发者的分成模式，微软采取激励制度。初期开发者可以获得70%收益分成，当销售额到达2万5千美元时，即可获得80%的提成，可谓多劳多得。开发者也可以在軟件裡包含廣告。學生可以參見DreamSpark項目來免費發布他們開發的應用软件。